# Copa México 1937/38
Die Copa México 1937/38 war die fünfte von insgesamt neun Austragungen des Fußball-Pokalwettbewerbs unter der Bezeichnung „Copa México“ in der Dekade vor Einführung des Profifußballs in Mexiko. Pokalsieger wurde erstmals überhaupt in dem seit 1907/08 (damals noch unter der Bezeichnung „Copa Tower“) ausgetragenen Wettbewerb die Mannschaft des Club América, die die Finalspiele zuvor bereits zweimal erreicht hatte, aber sowohl 1933/34 als auch in der Vorsaison (1936/37) am Rekordpokalsieger CF Asturias gescheitert war.
Das Pokalturnier wurde im Anschluss an die Punktspielrunde der Saison 1937/38 ausgetragen und von den sechs Mannschaften bestritten, die seinerzeit in der höchsten Spielklasse vertreten waren. Alle Teilnehmer kamen damals ausschließlich aus Mexiko-Stadt.

## Modus
Die Begegnungen wurden im K.-o.-System ausgetragen und jeweils in nur einem Spiel entschieden.

## Viertelfinale
Die Begegnungen des Viertelfinals fanden am 10. Juli 1938 im Parque Asturias statt. Weil es nur sechs Teilnehmer gab, kamen zwei Mannschaften per Freilos weiter.
|                  | Ergebnis  |             |
| ---------------- | --------- | ----------- |
| Real Club España | 6:2       | CD Marte    |
| CF Asturias      | 4:3 n. V. | Club Necaxa |

Freilos: América und Atlante

## Halbfinale
Die Begegnungen des Halbfinals fanden am 17. Juli 1938 im Parque Necaxa statt.
|                  | Ergebnis |              |
| ---------------- | -------- | ------------ |
| CF Atlante       | 1:3      | Club América |
| Real Club España | 4:2      | CF Asturias  |

## Finale
Das Finale wurde am 24. Juli 1938 im Parque Asturias ausgetragen.
|              | Ergebnis |                  |
| ------------ | -------- | ---------------- |
| Club América | 3:1      | Real Club España |

Mit der folgenden Mannschaft gewann der Club América den Pokalwettbewerb der Saison 1937/38:
Rafael Mollinedo – Gómez1, Armando Frank – Rosas2, Alfredo „El viejo“ Sánchez, Pedro Andrade Pradillo – Enrique Ostos, Octavio „La Pulga“ Vial, Luis „La Pirata“ Fuente, Argüelles3, Jorge Sota; Trainer: Rafael Garza Gutiérrez.